# Наїз Хассан
Наїз Хассан (нар. 10 травня 1996, атол Дхаалу) — мальдівський футболіст, нападник клубу «Мазія» та національної збірної Мальдівів.

## Клубна кар'єра
Наїз Хассан народився на атолі Дхаалу. У професійному футболі дебютував у 2013 році в мальдівській команді «Клаб оф Юс Лінкедж». Наступного року він перейшов до іншої мальдівської команди «ТК Спортс Клаб» зі столиці архіпелагу Мале. У складі команди в 2018 році став чемпіоном країни. З 2020 року Наїз Хассан став гравцем клубу «Мазія».

## Виступи за збірні
У 2015 році Наїз Хассан дебютував у складі національної збірної Мальдівів. У складі збірної в 2018 році став переможцем Чемпіонату федерації футболу Південної Азії. У складі збірної відзначився 6 м'ячами у кваліфікаційному раунді Кубка Азії з футболу 2019 року, щоправда мальдівська збірна не зуміла пробитися до фінального турніру. На початок 2021 року зіграв у складі збірної 40 матчів, у яких відзначився 9 забитими м'ячами.

## Титули і досягнення
- Чемпіон Мальдівів: 2019-20, 2020-21, 2022
- Володар Суперкубка Мальдівів з футболу: 2021

Збірні
- Переможець Чемпіонату Південної Азії: 2018